# ラプラタ沖海戦
ラプラタ沖海戦（ラプラタおきかいせん）は、第二次世界大戦中の1939年12月13日にラプラタ川河口の沖合いで生起した海戦。開戦以来大西洋、インド洋で通商破壊を行っていたドイツのドイッチュラント級装甲艦「アドミラル・グラーフ・シュペー」がイギリスの巡洋艦3隻と交戦した。戦闘後、損傷を受けた「アドミラル・グラーフ・シュペー」は中立国ウルグアイのモンテビデオ港に入港し、17日に港外で自沈した。

## 背景

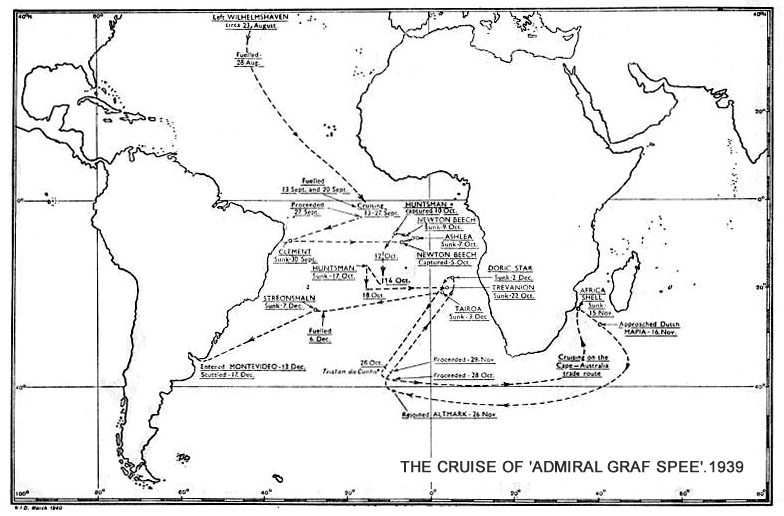
「アドミラル・グラーフ・シュペー」の行動

ドイツ海軍の戦力はイギリス海軍に対して劣っていたため、第二次世界大戦では通商破壊を基本戦略とした。装甲艦「アドミラル・グラーフ・シュペー」（艦長ハンス・ラングスドルフ大佐）は第二次世界大戦開戦前の1939年8月21日に、同型艦「ドイッチュラント」はその3日後に、それぞれドイツのヴィルヘルムスハーフェンを出港した。9月3日の開戦時には「アドミラル・グラーフ・シュペー」はアゾレス諸島南方沖に、「ドイッチュラント」はグリーンランド沖にあった。
通商破壊戦は9月24日に許可された。「アドミラル・グラーフ・シュペー」は9月30日にペルナンブコ沖でイギリス商船「クレメント」を撃沈したのを最初に、10月5日にセントヘレナ島北で「ニュートン・ビーチ」を捕獲（9日撃沈）、7日に「アシュリー」を撃沈、10日に「ハンツマン」を拿捕した（17日撃沈）。10月14日に補給艦「アルトマルク」と合流し、16日に補給を受けた。
一方の「ドイッチュラント」も通商破壊戦を行った。10月5日にバミューダ諸島沖で「ストーンゲート」を、14日にニューファンドランド島沖で「ローレンツ・W・ハンセン」をそれぞれ撃沈したが、機関の不調もあって11月15日にドイツに帰投した。
「アドミラル・グラーフ・シュペー」は10月22日に「トレバニオン」を撃沈した。その後インド洋へ向かい、11月15日にマダガスカル島南で「アフリカ・シェル」を撃沈した。再度大西洋に向かい、その途中の11月16日に「アルトマルク」から補給を受けた。12月2日には「ドリク・スター」を、同月3日には「タイロア」をそれぞれ撃沈した。12月6日に「アルトマルク」から補給を受け、同月7日に「ストレオンシャルー」を撃沈した後、ラプラタ川河口へ向かった。ちなみに沈められた船の乗員は「アドミラル・グラーフ・シュペー」に救助された。
対するイギリス軍は大西洋からインド洋にかけて5つの部隊（その後、9つに増強）を配備し、ドイツ軍の通商破壊艦を捜索していた。12月2日に撃沈された「ドリク・スター」や10月22日に撃沈された「トレバニオン」は「アドミラル・グラーフ・シュペー」の位置を打電しており（「ハンツマン」も救難信号を発信したが誰にも受信されなかった）、その情報を得たイギリス海軍G部隊（重巡洋艦「エクゼター」、「カンバーランド」、軽巡洋艦「エイジャックス」(旗艦)、「アキリーズ」）のH・ハーウッド准将は「アドミラル・グラーフ・シュペー」がラプラタ川河口へ向かうと予測した。12日、「エクゼター」、「エイジャックス」、「アキリーズ」はラプラタ川河口沖に集結した。なお、この時点では「カンバーランド」はフォークランド諸島で整備中であった。
ハーウッド准将は「アドミラル・グラーフ・シュペー」にとって最悪の相手であった。海軍大学校で教鞭をとっていた事もあるエリート軍人で、装甲艦の研究も行っていた。彼は個々の艦では「アドミラル・グラーフ・シュペー」に勝てないと考えていたため、艦隊を1度集結させた後、二手に分けて挟撃する作戦を立てていた。

## 戦闘経過

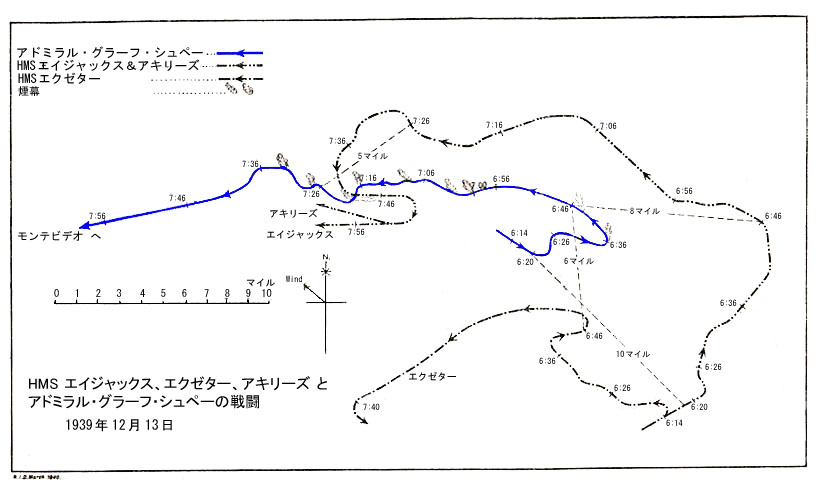
海戦の経過

12月13日5時52分（現地時間、以下同じ）、「アドミラル・グラーフ・シュペー」は右舷前方約31,000mに敵艦のマストを発見した。最初は敵艦隊を軽巡洋艦1隻、駆逐艦2隻と誤認し、これらを船団護衛部隊と考え接近したが、6時10分、それらが重巡洋艦1隻、軽巡洋艦2隻であると確認した。いっぽう「エイジャックス」は6時9分に煙を発見し「エクゼター」を分派。6時14分に「エクゼター」はそれが「アドミラル・グラーフ・シュペー」であると確認した。
6時17分、「アドミラル・グラーフ・シュペー」は、本国からの敵軍艦との交戦禁止命令を破り、距離17,000mで軽巡2隻に対し砲撃を開始した。それに対してイギリス艦隊も順次砲撃を開始した（「エクゼター」は6時20分、「アキリーズ」は6時21分、「エイジャックス」は6時23分）。
ラングスドルフはかつて魚雷艇隊を率いていた事があり、その影響を受けて彼の指揮する「アドミラル・グラーフ・シュペー」はまるで駆逐艦のような戦い方をしていた。つまり、火力よりも機動力を活かした回避行動の連続により攻撃をかわそうとしたのであるが、相手が機動力に勝る巡洋艦では効果は無く、次々と被弾して防御の弱さを露呈したばかりか、その火力も活かす事ができなかった。
またこの時、「アドミラル・グラーフ・シュペー」の被弾した高角砲の１つでは砲手が被弾時の熱で蒸発してしまい、肉片すら見つからなかった。
6時25分、「アドミラル・グラーフ・シュペー」は「エクゼター」に砲撃を集中させ、これにより「エクゼター」は大きな損害を受けた。「エクゼター」はY砲塔を残して主砲は沈黙しながらも、戦闘を継続した。6時32分、「エクゼター」は魚雷2発を発射したが命中しなかった。
6時36分、「アドミラル・グラーフ・シュペー」は煙幕をはり、北西へ転進。イギリス軽巡洋艦2隻もこれを追撃した。6時38分、「エクゼター」はさらに2発の命中弾を受けた。浸水によって電源が落ちたため、戦闘不能となり、7時30分にハーウッド准将は「エクゼター」に後退を命じた。
その後、「アドミラル・グラーフ・シュペー」は残る2隻の軽巡洋艦に砲火を集中させようとしたが、逆に猛攻撃を受けて甚大な被害を被ってしまった。
7時16分に「アドミラル・グラーフ・シュペー」は戦場を離脱し、ラプラタ川へ向かった。しかし、これがハーウッド准将には「アドミラル・グラーフ・シュペー」が「エクゼター」に止めを刺すかのように見えたため接敵を命じた。7時25分、「エイジャックス」は命中弾をうけ砲塔2基が損傷した。7時40頃、「エイジャックス」、「アキリーズ」は追撃を中止し、夜戦を試みるため煙幕を張り東へ反転したが、「アドミラル・グラーフ・シュペー」の針路が南西へ変わったため、二手に分かれて追撃を再開した。軽巡洋艦2隻が「アドミラル・グラーフ・シュペー」の25km後方から追跡した。「エクゼター」はフォークランド諸島へ向けて撤退した。

## モンテビデオ港

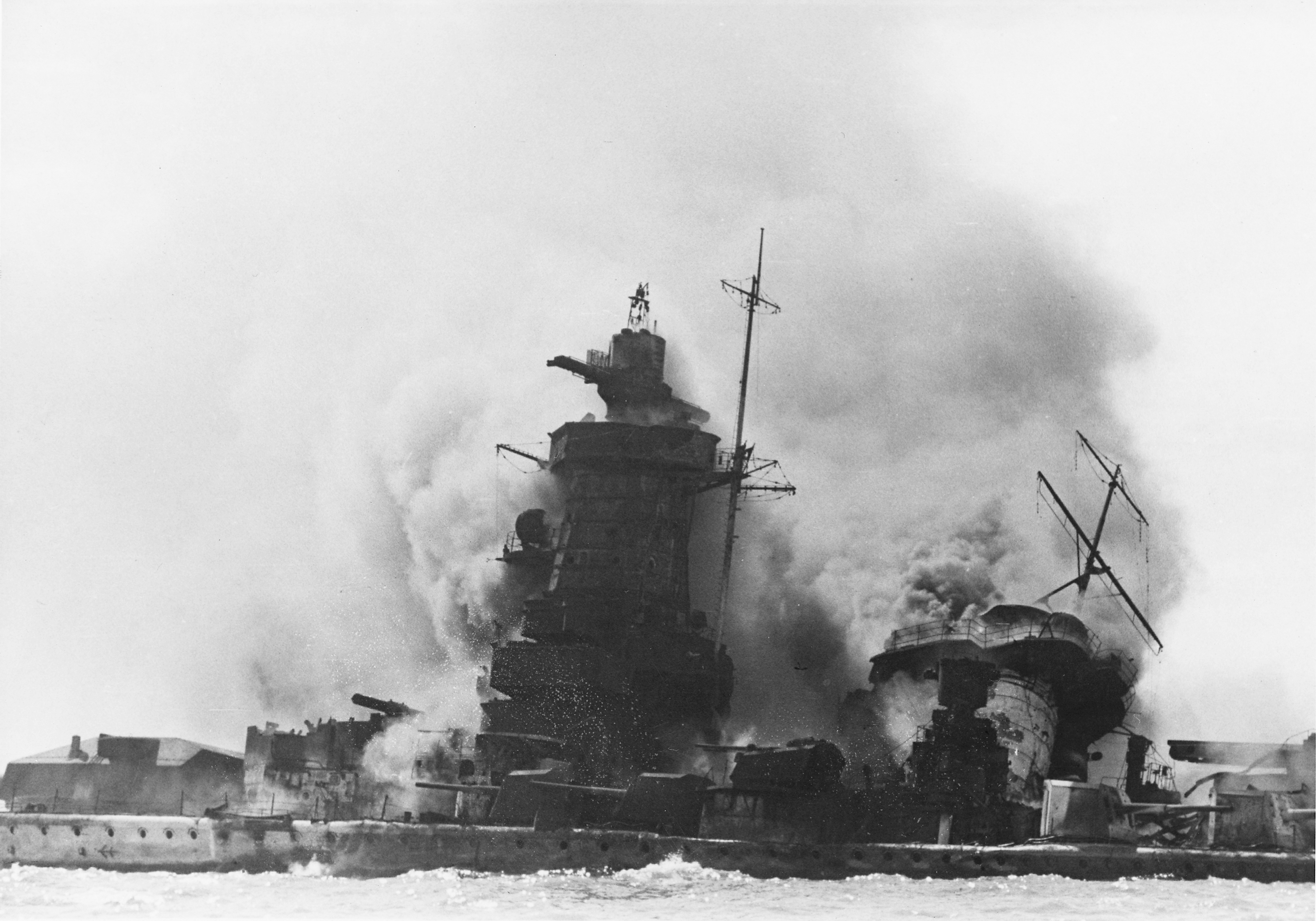
自沈する「アドミラル・グラーフ・シュペー」

14日0時50分、「アドミラル・グラーフ・シュペー」はウルグアイの首都モンテビデオに入港した。ウルグアイは中立国（ただし、イギリスの強い影響下）であり、国際法では中立国の港に停泊できるのは24時間以内となっていた。しかし、損傷のため出港できないときはその国の同意があれば修理期間中の停泊は可能ともなっていた。ラングスドルフは機関部の修理に最低でも一週間は確保したがっていたが、ドイツがウルグアイと交渉し出すよりも前にウルグアイにはイギリス駐在大使からの圧力がかかっており、ドイツ駐在大使の交渉も実らず、アドミラル・グラーフ・シュペーは72時間しか停泊が認められなかった。イギリス軍は2隻の軽巡洋艦でラプラタ川河口の封鎖を行い、「カンバーランド」をフォークランド諸島から呼び寄せ、さらに空母「アーク・ロイヤル」、巡洋戦艦「レナウン」を含む有力なイギリス艦隊が集結中であるという偽の情報を流した。
シュペーの自沈の理由については謎が多いが、戦後の証言では「アドミラル・グラーフ・シュペー」はラプラタ沖海戦で燃料系統に損傷を受け、燃料をタンクから機関へ送れない状態になっており、修理には時間がかかり即座には長時間の航行が不能の状態にあったという。また、「アドミラル・グラーフ・シュペー」の見張りは港外に「レナウン」を発見したとラングスドルフに報告した。これは誤認だったが、ラングスドルフは現在の艦の状態では脱出が困難であり、艦を拿捕されることは本国より厳禁されており、艦の処分は自沈も含めて一任されていたことから、自沈を決断したと推察されている。乗員のうち戦闘員約700名は油槽船「タコマ」に移り、退去期限の12月17日18時に「アドミラル・グラーフ・シュペー」はモンテビデオ港を出港した。19時28分、艦内に設置された爆薬が爆発し、「アドミラル・グラーフ・シュペー」は擱座した。脱出したラングスドルフ以下約150名は中立国（ただし親独）アルゼンチンのインデペンデンシア級海防戦艦「リベルタッド（Libertad）」に救助された。また、「タコマ」はウルグアイの練習巡洋艦「ウルグアイ」に抑留された。なお、このとき港外にいたのは重巡洋艦1隻と損傷した軽巡洋艦2隻のみであった。「アーク・ロイヤル」、「レナウン」がモンテビデオに向かっていたのは事実であるがこの時点ではまだはるか遠くにいた。
自沈から2日後の12月19日、ラングスドルフ艦長はブエノスアイレスで、ハーケンクロイツ旗ではなく爆破前に「アドミラル・グラーフ・シュペー」から回収していたドイツ帝国海軍旗を体に巻きつけ拳銃で自決した。
なお、ヒトラーはこの海戦の結末をおりにふれて「戦い抜くことをせず自沈した」「戦艦への期待は幻滅以外のなにものでもなかった」と非難している。

## その後
「エイジャックス」と「エクゼター」の乗組員は海戦の翌々月の1940年2月23日の金曜日にロンドンに凱旋帰国し、叙勲式に臨み、市庁舎であるギルドホールでの市長主催昼食会に招待された。エリザベス王妃とジョージ6世は多数の乗組員と握手し、健闘を称えた。出席していたチャーチル首相は開戦後初めてイギリス勝利に涙を流したと「アキリーズ」の乗組員であった弟を亡くした式典出席者の一人は伝えている。
「アドミラル・グラーフ・シュペー」と交戦した3隻の巡洋艦のうち「エクゼター」は1942年3月1日、スラバヤ沖海戦で日本海軍によって撃沈された。
2004年2月、「アドミラル・グラーフ・シュペー」の残骸の引き揚げ作業が開始された。2007年に完了予定であったが、2009年に大統領令により引き揚げ作業は中止された。